# Hondurese lempira
De Hondurese lempira is de geldeenheid die sinds 1931 in Honduras wordt gebruikt. In 1980 werd een dollar gewisseld tegen twee lempira's, in 2004 was een dollar echter al 18,75 lempira waard. Sindsdien is de koers gestabiliseerd. In februari 2011 wordt een dollar gewisseld tegen 18,5 lempira.
De lempira is genoemd naar de Lenca indianenleider en vrijheidsstrijder Lempira. Zijn afbeelding is te vinden op het biljet van één lempira, en op de munt van 50 cent.
De munten zijn verdeeld in
- 1 centavo
- 2 centavos
- 5 centavos
- 10 centavos
- 20 centavos
- 50 centavos
- 1 lempira

De biljetten zijn verdeeld in
- 1 lempira
- 5 lempiras
- 10 lempiras
- 20 lempiras
- 100 lempiras
- 500 lempiras